# Věra Doleželová
Věra Doleželová (* 10. března 1930) je česká vězeňkyně nacismu a členka Svazu bojovníků za svobodu.

## Biografie
Věra Doleželová se narodila v roce 1930 do rodiny fořta a člena odbojové skupiny Lenka-Jih Františka Vitouše, s rodinou se stěhovala na mnohá místa po republice, do základní školy začala chodit v Hodoníně, následně pak pokračovala ve studiu v Mutěnicích a v roce 1937 pak žila s rodiči v Podmolí u Znojma. v roce 1938 pak rodina byla přestěhována do hájenky Na Ostrých nedaleko Myslibořic. Její otec František Vitouš spolupracoval s boňovskými dřevaři Janem Pelánem a Janem Durdou, ti ho seznámili s odbojem a následně ho požádali o skrytí tří parašutistů z výsadku Spelter, výsadek proběhl v květnu roku 1944, ale výsadkáři byli postupně prozrazeni. V červnu roku 1944 byla hájovna přepadena gestapem a výsadkáři utekli do polí (Jaroslav Kotásek byl zabit), František Vitouš utekl do lesa, jeho manželka byla zatčena a spolu s dcerami byly odvedeny do autobusu a odvezeny na výslech do Brna. Věra Doleželová se sestrou byly odvezeny do internačního tábora Svatobořice. Tam pak Věra Doleželová byla nucena pracovat pro pobočku zbrojovky Bojkovice. V dubnu roku 1945 byl tábor ve Svatobořicích zrušen a většina vězněných dětí i dospělých byla propuštěna, Věra Doleželová však ne a byla přemístěna do Kyjova a následně přes Brno do Plané nad Lužnicí, kde strávila ještě přibližně měsíc a následně byla propuštěna a odvedena do Turovce.
Dne 13. května byla spolu se sestrou vyzvednuta v Turovci bratrancem otce a 16. května dorazily do Jaroměřic nad Rokytnou, kde se setkaly s Františkem Vitoušem, matka strávila čas ke konci války v Brně a následně se dostala 20. května také do Jaroměřic, kde se setkala s dětmi a manželem. Rodina se však neměla kam vrátit, hájenka byla rozprodána a tak odešli do Podmolí u Znojma, kde František Vitouš začal pracovat jako lesní, ale již v roce 1950 byl František Vitouš nucen odevzdat pušky, protože bylo prozrazeno, že ukrýval parašutisty z výsadku Spelter a musel se odstěhovat s rodinou do vnitrozemí.